# Karl Hess (Maler)
Karl Hess, auch Carl Joseph Heß (〰 11. August 1802 in Düsseldorf; † 10. November 1874 in Bad Reichenhall) war ein deutscher Lithograf, Maler und Radierer.

## Leben
Hess war der jüngste Sohn des Kupferstechers Carl Ernst Christoph Hess und dessen Ehefrau Marie Lambertine Katharine (geborene Krahe), eine Tochter des Malers und Galeriedirektors Lambert Krahe. Er hatte mehrere Geschwister darunter die Maler Peter von Hess, Heinrich Maria von Hess und Franz Hess (27. Juni 1795–7. Oktober 1819) und zwei Schwestern Katharina (verheiratete von Gärtner, 27. Dezember 1796–9. Dezember 1832) und Lambertine (17. September 1804–14. März 1852), die zweite Ehefrau des Architekten Friedrich von Gärtner.
Hess wurde zunächst durch seinen Vater zum Kupferstecher bestimmt und kam im Alter von fünf Jahren nach München. Hier erhielt seit 1806 seine Kunstbildung mit dem Schwerpunkt des Kupferstechens und der Radierkunst. Nach seiner Ausbildung war er zunächst als Stecher und Radirer tätig. Am 5. April 1815 schrieb er sich, wie er selbst angab, im Alter von 13 Jahren, für das Fach Zeichnen (Figurenzeichnen) an der Münchner Akademie der Bildenden Künste ein und wechselte 1818 zur Landschaftsmalerei. Er folgte von da an seiner Neigung zur Malerei und nahm sich vornehmlich Max Josef Wagenbauer und seinen Bruder Peter Hess als Vorbilder. In Wigand’s Conversation-Lexikon von 1848 wird sein Werk positiv bewertet: „Das heitere Gebirgs- und Alpenleben hat kaum ein Künstler mit mehr Poesie, Wahrheit und Charakter wiedergegeben als er.“ Seit 1823 widmete er sich insbesondere der Genremalerei. Seine Landschaften entstammen zumeist der bayerischen Alpenwelt und zeigen Szenen aus dem bäuerlichen Leben mit Vieh und Hirten. Hess erkrankte schwer und starb 1874 an den Folgen dieses Leidens.
Seine Genre-, Landschafts- und Tierbilder waren unter anderem 1830 in der Berliner Akademieausstellung und in Ausstellungen des Münchner Kunstvereins (1835/1836) zu sehen.

## Werke (Auswahl)

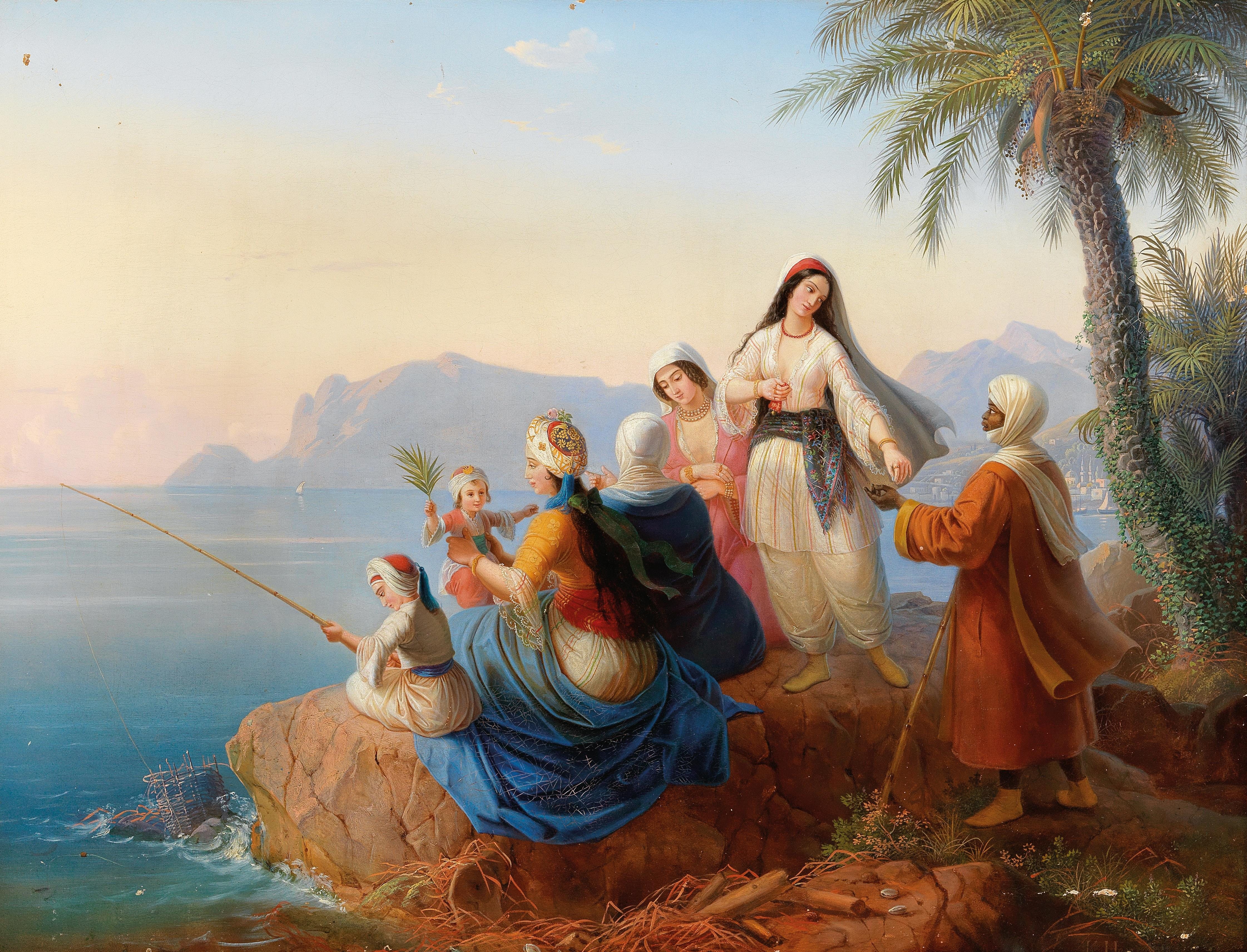
Sommerausflug ans Meer, 1840

- 1822: Tiroler Landschaft mit Aussicht auf einen Gebirgssee, Rinderherde und Hirt und Viehweide – Kühe mit zwei ruhenden Hirtenknaben (beide 1861 aus dem Vermächtnis des Bankiers Joachim Heinrich Wilhelm Wageners von der Nationalgalerie in Berlin erworben)[7][8]
- 1830: Zwei Sennerinnen im Stall, mit dem Vieh beschäftigt
- 1835: Auffahrt zur Alm und Heimkehr von der Alm
- 1840: Sommerausflug ans Meer

Lithografien
- Bei Nizza am Golf Juan. (König Ludwig-Album).
- 1841: Partie aus dem bayrischen Hochlande